# گایووکا (استان اوپوله)
گایووکا (به لهستانی: Gajówka) یک منطقهٔ مسکونی در لهستان است که در گمینا پرودنگک واقع شده‌است.